# Astravy
Astravy (belarusiska: Астравы) är en by i Belarus. Den ligger i voblasten Minsks voblast, i den centrala delen av landet, 60 km öster om huvudstaden Minsk. Astravy ligger 176 meter över havet och antalet invånare är 748.

## Natur och klimat
Terrängen runt Astravy är mycket platt. Runt Astravy är det ganska glesbefolkat, med 24 invånare per kvadratkilometer.. Närmaste större samhälle är Tjerven, 4,3 km sydost om Astravy.
Omgivningarna runt Astravy är en mosaik av jordbruksmark och naturlig växtlighet.